# Лютерсвиль-Гехливиль
Лютерсвиль-Гехливиль (нем. Lüterswil-Gächliwil) — бывшая коммуна в Швейцарии, в кантоне Золотурн.
Была образована 1 января 1995 года при объединении коммун Лютерсвиль и Гехливиль, входила в состав округа Бухегберг. Площадь 3,06 км², население 348 человек (на 31 декабря 2022 года). Официальный код — 2456.
Лютерсвиль впервые упомянут в 1276 в виде zu Lüterswyl, однако оригинальный документ не сохранился, упоминание имеется только в копии XVII века. Следующее упоминание в виде ze Luterswile относится к 1369 году. Гехливиль впервые упоминается в 1365 в виде Gechlenwil.
1 января 2024 года присоединена к коммуне Бухегг.